# Gil Martins de Riba de Vizela
Gil Martins de Riba de Vizela (c. 1210-c.[1274), ricohombre y militar portugués del siglo XIII, hijo de Martín Anes de Riba de Vizela —lugarteniente del reino— y Estevainha Pais Gabere.
Fue teniente de la localidad de Penela en 1250 y mayordomo de Alfonso III desde 1253 hasta 1264. Durante el mismo periodo, además, ejerció como gobernador de Sintra y acompañó a Sancho II a Toledo. También se le atribuye la construcción del castillo de Torre de Vilar.

## Matrimonio y descendencia
Contrajo matrimonio con María Anes da Maia, hija de João Pires da Maia y Guiomar Mendes de Sousa con quien tuvo cuatro hijos:
- Guiomar Gil de Riba Vizela (m. ca. 1286), abadesa del monasterio de Arouca,[4]  y quien en su testamento del 23 de junio de 1286 donó la propiedad de Beja a su hermano Martín Gil.
- Constanza Gil de Riba Vizela, casada con Juan Gil Soverosa, hijo de Gil Vázquez de Soverosa y María González Girón.[3][5][6]
- Martín Gil de Riba Vizela,[7] que se casó Milia Andrés de Castro. hija de Andrés Fernández de Castro y de su esposa Mencía Rodríguez Girón.[2] Un hijo de este matrimonio, llamado igual que su padre, fue el segundo conde de Barcelos.[8][9]
- Teresa Gil de Riba Vizela (fallecida después de 1310 y antes de 1315),[10] fundadora del monasterio de Sancti Spiritus en Toro, Zamora.